# Jennifer Doris
Jennifer Lynn Doris (Houston, 3 novembre 1988) è un'ex pallavolista statunitense, nel ruolo di centrale centrale.

## Carriera

### Club
Jennifer Doris inizia a praticare pallavolo a livello scolastico con la Cypress Falls HS, per poi giocare col Willowbrook, squadra giovanile che prepara le atlete alla carriera universitaria. Gioca poi per la Texas nella NCAA Division I, raggiungendo la finale nazionale del 2009.
Inizia la carriera professionistica nella Liga de Voleibol Superior Femenino, giocando con le Gigantes de Carolina nella stagione 2011; nel campionato 2011-12 gioca invece nella Superliqa azera con l'İqtisadçı. 
Nella stagione 2012-13 si trasferisce all'Hitachi Rivale, club impegnato nella V.Challenge League giapponese, la serie cadetta del campionato locale, col quale raggiunge la promozione in massima serie; al termine della stagione riceve i riconoscimenti come miglior attaccante e miglior muro del campionato. Nella stagione successiva resta nel medesimo campionato, firmando per le PFU BlueCats: inizia una lunga militanza nel club, durante la quale ottiene la promozione in V.League Division 1, debuttandovi nel campionato 2018-19, e ricevendo diversi riconoscimenti individuali.

### Nazionale
Nel 2006, con la nazionale Under-20, vince la medaglia d'oro al campionato nordamericano.

## Palmarès

### Nazionale (competizioni minori)
- Campionato nordamericano Under-20 2006

### Premi individuali
- 2010 - NCAA Division I: Austin Regional All-Tournament Team
- 2013 - V.Challenge League: Miglior attaccante
- 2013 - V.Challenge League: Miglior muro
- 2014 - V.Challenge League: Miglior attaccante
- 2014 - V.Challenge League: Miglior muro
- 2015 - V.Challenge League: Miglior spirito combattivo
- 2017 - V.Challenge League I: Miglior spirito combattivo
- 2017 - V.Challenge League I: Miglior attaccante
- 2017 - V.Challenge League I: Miglior muro